# Lazar Fundo
Lazar Fundo (Coriza, 20 marzo 1899 – Kolesian, settembre 1944) è stato uno scrittore e giornalista albanese.

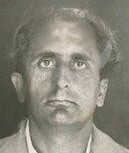
Foto segnaletica di Lazar Fundo nel suo periodo di confino a Ventotene (1939-1944)

Ha partecipato alla Resistenza albanese contro il nazifascismo.

## La vita
Nato da una famiglia di commercianti aromeni d'Albania, originari di Voskopoja, si laureò in giurisprudenza a Parigi, dove entrò in contatto col clima culturale e politico europeo.
Fu, insieme ad Avni Rustemi, uno dei fondatori dell'associazione comunista Bashkimi ("l'unità"), di cui fu anche il leader. Contribuì anche a fondare il Partito Comunista Albanese.
Partecipò alla Rivoluzione Democratica Borghese, guidata dal vescovo albanese-ortodosso Fan Noli, ma quando questa fallì fu costretto a fuggire in Unione Sovietica dove, come molti altri dirigenti comunisti dell'epoca, guidò il settore del proprio paese del Comintern.
Tra il 1924 e il 1939 collaborò con numerosi giornali, come "La Fédération Balcanique", e partecipò con un ruolo molto importante alla creazione di truppe volontarie albanesi per il sostegno al fronte repubblicano nella guerra civile spagnola.
Ben presto, però, si accorse dei brutali metodi di governo di Stalin e cominciò a denunciarli pubblicamente, finendo per rischiare di pagare in prima persona: fu processato dagli emissari di Stalin, ma riuscì a scampare alla condanna grazie all'aiuto del suo amico Georgi Dimitrov. Decise, però, di rompere con il proprio partito e con il Comintern, dal momento che era ormai in netto contrasto con le posizioni assunte.
Scoppiata la seconda guerra mondiale, Lazar Fundo decise di ritornare in patria, attaccata e invasa dall'Italia, per combattere gli invasori. Fu arrestato dai fascisti, che lo consideravano un pericoloso sovversivo, e portato al confino di Ventotene. Qui incontrò molti dei più importanti oppositori del fascismo, come Sandro Pertini e Altiero Spinelli. Spinelli racconta nella sua autobiografia che era diventato un grande amico di Fundo ma che la loro amicizia si ruppe a causa del rifiuto da parte dell'albanese di aderire al progetto federalista.
Anche Pertini era diventato un grande amico di Fundo e tentò invano, dopo la fine del confino a Ventotene, di convincerlo a restare in Italia a combattere con gli altri uomini della Resistenza italiana.
Fundo, però, decise di tornare in patria per combattere al fianco dei partigiani albanesi, compresi gli ex-compagni comunisti.
Fu proprio un gruppo di partigiani comunisti, guidati dal loro leader Enver Hoxha, a catturarlo. Hoxha, su ordine del Comintern e di Tito, lo fece fucilare nel settembre 1944 con l'accusa di trockijsmo.